# Paul-Philippe Hardouin de Péréfixe de Beaumont
Paul-Philippe Hardouin de Péréfixe de Beaumont (1606 v Beaumontu – 1. ledna 1671 v Paříži) byl francouzský římskokatolický kněz, biskup v Rodez (1649–1664) a arcibiskup pařížský (1664–1671). Je znám jako velký odpůrce jansenismu. Byl členem Francouzské akademie.

## Životopis
Studoval na univerzitě v Poitiers a doktorát získal na Sorbonně. V roce 1644 se stal précepteur Ludvíka XIV., který ho také jmenoval svým zpovědníkem. Stal se opatem kláštera v Saint-Michel-en-l'Herm, v roce 1649 byl jmenován biskupem v Rodez a roku 1654 zvolen členem Francouzské akademie. V roce 1662 jej Ludvík XIV. jmenoval pařížským arcibiskupem, rektorem Sorbonny a rytířem královského Řádu sv. Ducha.
Angažoval se aktivně v boji proti jansenistům a v roce 1664 zveřejnil spis, ve kterém se snažil přimět řeholnice z kláštera Port-Royal, aby písemně odvolaly závěry jansenismu. Několikrát klášter navštívil, kde zakázal neposlušným mniškám přistupovat ke svátostem a poté nařídil jejich zatčení.
Jeho pověst neústupnosti se potvrdila i tehdy, když v roce 1667 den po premiéře Molièrovy hry Tartuffe v Théâtre du Palais-Royal zakázal její představení.
Pro Ludvíka XIV. napsal v roce 1661 knihu Histoire du roy Henry le Grand (Příběh krále Jindřicha Velikého), která se dočkala množství vydání a byla přeložena do několika jazyků.